# Erwin Steinlechner
Erwin Steinlechner (* 25. September 1928 in Innsbruck; † 7. September 2021) war ein österreichischer Schulbeamter, Gemeindepolitiker und Fußballfunktionär in Innsbruck. Er war von 1968 bis 1970 Präsident des Fußballclubs Sparkasse Swarovski Wacker Innsbruck, 1971 bis 1979 Präsident der Spielgemeinschaft Swarovski Wattens-Wacker und von 1993 bis 1994 Präsident des FC Tirol Innsbruck.

## Leben und Karriere
Erwin Steinlechner schloss 1948 die Lehrerbildungsanstalt ab, wurde 1963 Direktor in der Hauptschule Müllergasse in Innsbruck und 1970 zum Bezirksschulinspektor für Innsbruck-Stadt bestellt. Unter seiner Präsidentschaft erreichte der Fußballclub Sparkasse Swarovski Wacker Innsbruck den ersten Cupsieg 1970 und den ersten Gewinn der Meisterschaft 1971. Unter ihm als Präsident der Spielgemeinschaft Swarovski Wattens-Wacker folgten weitere vier Meistertitel, vier Cupsiege, zwei Mitropacupsiege und der Einzug ins Viertelfinale des Europacups der Landesmeister 1978. Ein Jahr später stieg der Verein ab und Steinlechner war heftiger Kritik wegen seines Sparkurses ausgesetzt. Er beendete daher die Präsidentschaft und Rudolf Sams übernahm sein Amt. Als 1993 der damalige Wacker-Präsident Fritz Schwab erkrankte, sprang Steinlechner noch einmal kurzfristig ein. Ein weiteres Mal übernahm er 1994 das Präsidentenamt des FC Tirol Innsbruck, als dieser durch die Klaus-Mair-Affäre in Bedrängnis kam, bis 1995 mit Jürgen Bodenseer ein Nachfolger gefunden werden konnte.
Steinlechner war von 1977 bis 1983 im Gemeinderat der Stadt Innsbruck und war Obmann der Ferienkolonie Wildmoos für Innsbrucker Kinder. Seinen Beruf als Bezirksschulinspektor übte er bis 1991 aus.